# Xanca
Una xanca és un pal amb un banyó situat a certa altura per a posar-hi el peu. Com les sabates, les xanques formen parell una amb l'altra. Normalment són de fusta.

## Variants
Les xanques tradicionals utilitzades fins al segle xix pels pastors a les Landes són més llargues de peu amunt i van agafades amb la mà i el braç. Serveixen per a caminar per extensions de marjal, zones sorrenques i de matoll espinós, podent cobrir grans distàncies amb poc esforç damunt de qualsevol terreny. Hi ha d'altres xanques que van lligades a la cama. Aquestes són més comunes entre comediants i pallassos de circ o entre la gent que participa en els espectacles populars com fires d'estiu o a les processons de carnaval. Els powerizers són unes xanques modernes dissenyades per saltar.

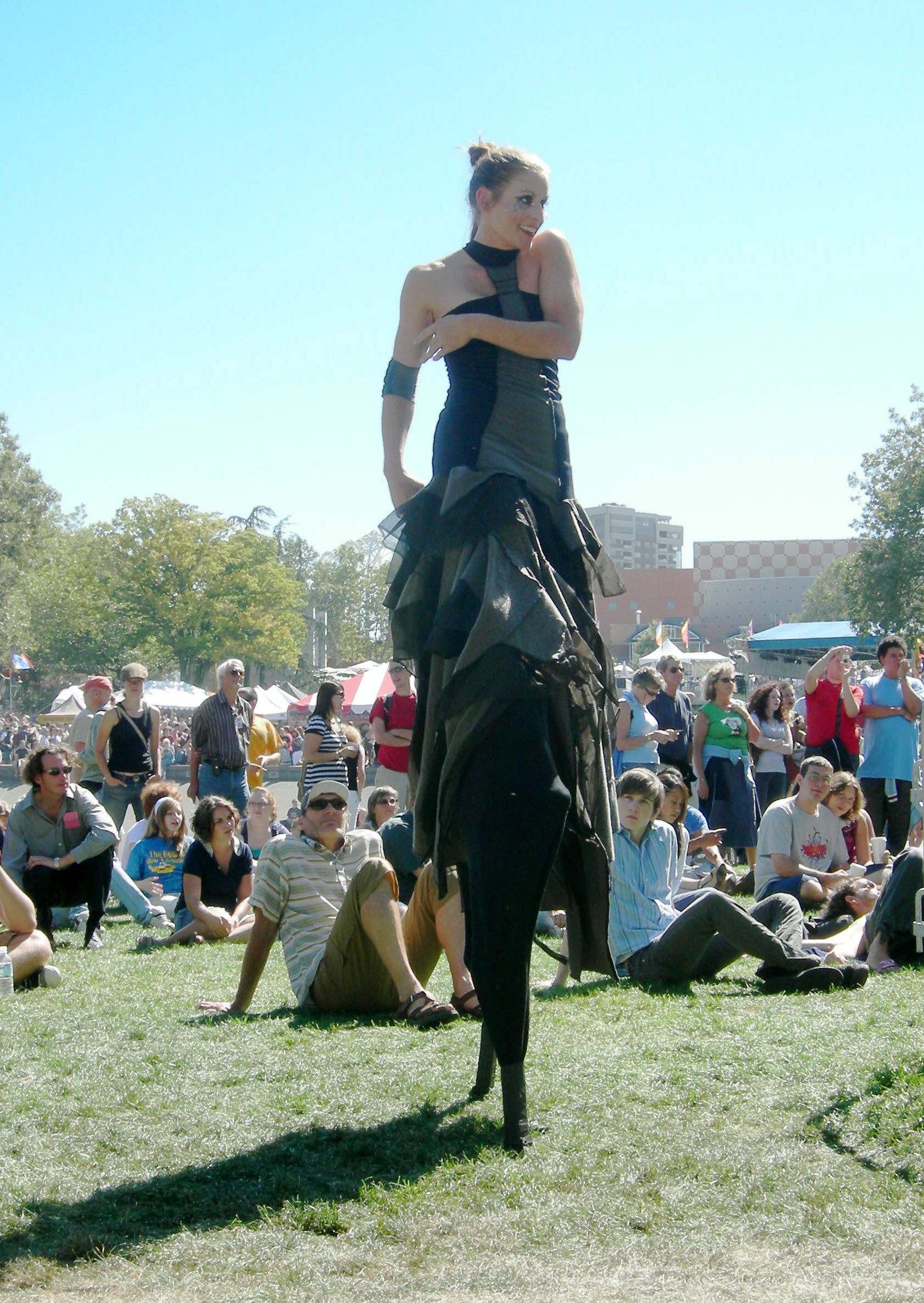
Dona ballant amb xanques a una fira popular
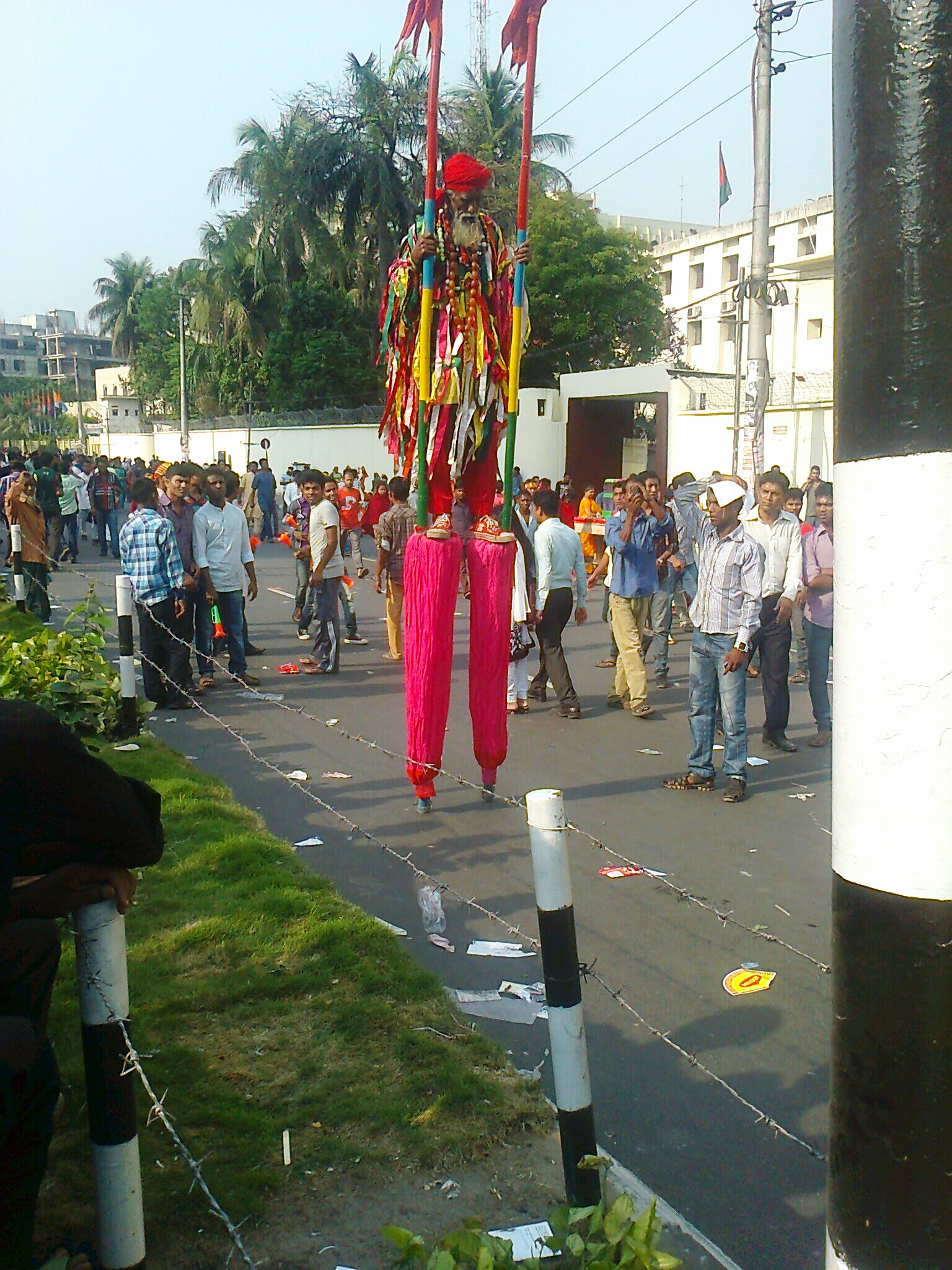
Vell xancaire en la celebració de l'any nou, Dhaka
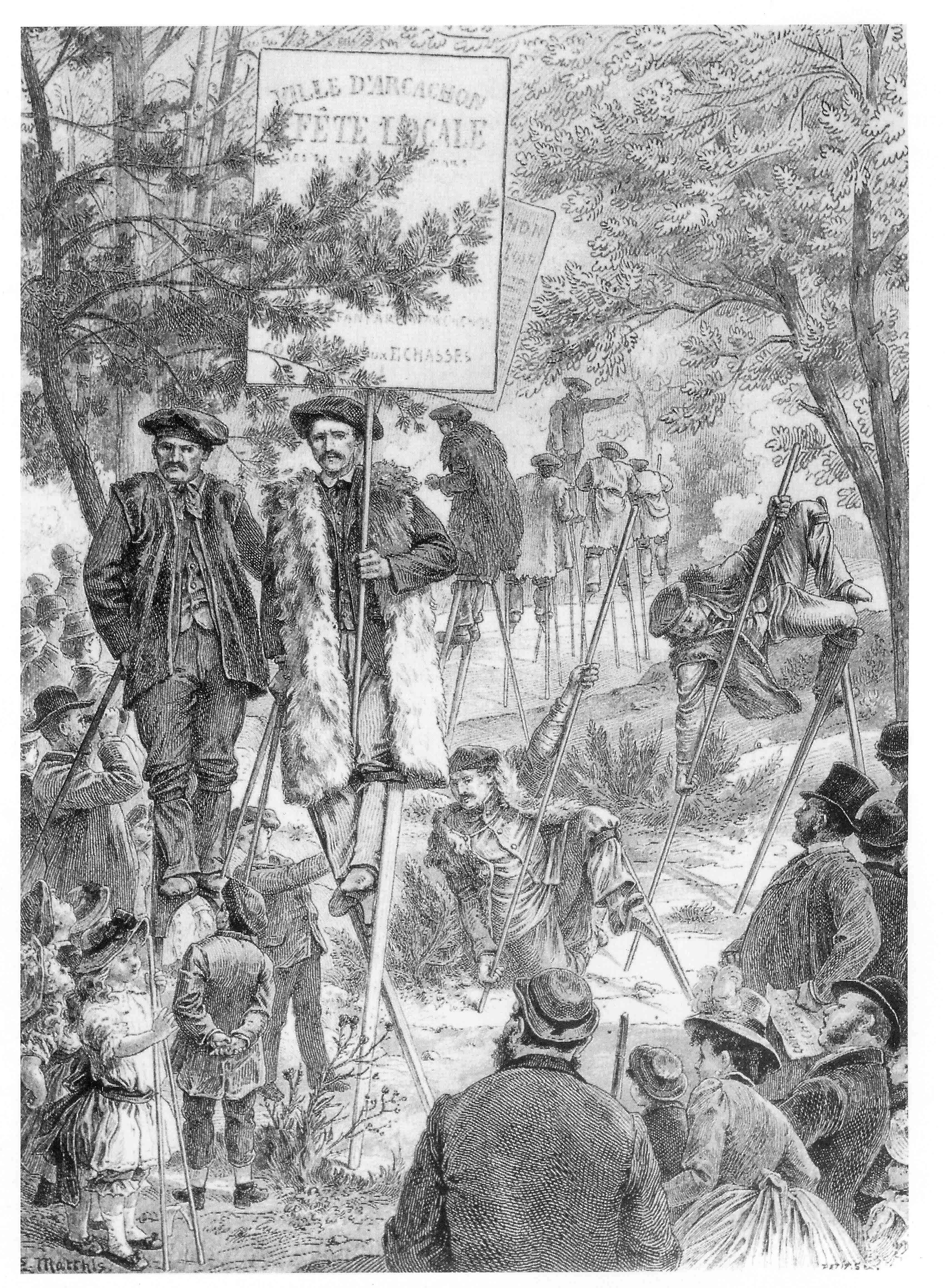
Gravat de finals del segle xix que evoca els espectacles de camallargues de les Landes a Arcaishon

## Rècords
El 12 de juny del 1992 el txec iker Jiruše va recórrer amb xanques 122,3 km en menys de 12 hores a Pelhrimov, Regió de Vysočina.

## Altres significats
- Hom anomena xanques els muntants d'una escala senzilla de fusta.
- En arquitectura les xanques són les fustes sobre les quals s'alcen les edificacions palafítiques.